# Regionalflughafen Redding

i7
i11
i13
Der Redding Municipal Airport (IATA-Code: RDD, ICAO-Code: KRDD) ist ein öffentlicher Flughafen auf 154 m Seehöhe, 10 km südöstlich von Meridian, im Shasta County, Kalifornien, in den Vereinigten Staaten. Die Fläche des Flughafens beträgt 641 ha. Er hat zwei Asphaltpisten mit 2135 m Länge und 1544 Länge, beide haben jeweils eine Breite von 46 m.

## Geschichte
Die Stadt Redding wollte einen neuen Flughafen und setzte sich für ein Projekt der Works Progress Administration ein, das den Namen Stillwater Airfield trug. Bevor der Flugplatz 1942 gebaut wurde, wurde das Gelände vom United States Army Corps of Engineers für die United States Army Air Forces erworben und das Redding Army Airfieldgebaut. Hier wurden Jägerpiloten für Bell P-39 Airacobra für ihren Einsatz in Übersee ausgebildet. Nach dem Zweiten Weltkrieg, am 18. November 1946, wurde es der Stadt als Zivilflugplatz übergeben. Die endgültige Übertragung erfolgte 1949 und beendete das militärische Eigentum.
Southwest Airways bediente den Flughafen in den späten 1940er Jahren mit Douglas DC-3-Diensten mit einer Hin- und Rückroute von San Francisco – Oakland – Vallejo/Napa – Sacramento – Marysville/Yuba City – Chico – Red Bluff – Redding – Yreka – Medford verkehrte mehrmals täglich. Bis 1959 hatte der Nachfolger von Southwest Airways, Pacific Air Lines, neue Fairchild F-27 Turboprop-Flüge eingeführt, die auf einer täglichen Hin- und Rückstrecke von Redding – Chico – Sacramento – San Francisco – San Jose – Bakersfield – Los Angeles durchgeführt wurden, und betrieb auch einen Nonstop-DC-3-Dienst von Eureka/Arcata und Portland (Oregon). Pacific Air Lines fusionierte dann mit Bonanza Air Lines und West Coast Airlines zu Air West, die 1968 alle Flüge vom Flughafen mit Fairchild F-27-Turboprops mit Direktverbindungen nach San Francisco, Sacramento, Fresno, Las Vegas und Portland, Eureka/Arcata und Crescent City durchführte. West wurde nach der Übernahme durch Howard Hughes in Hughes Airwest umbenannt und führte 1970 alle Flüge von Redding mit Fairchild F-27-Turboprops mit Nonstop- und Direktflügen nach San Francisco und Nonstop-Flügen nach Chico, Eureka/Arcata und Klamath Falls und Direktflüge nach Sacramento, Portland, Seattle und Santa Barbara durch.
Der historische Jet-Service umfasste Hughes Airwest (ehemals Air West) mit Douglas DC-9-10 und McDonnell Douglas DC-9-30 nach San Francisco (SFO), Los Angeles (LAX), Portland, OR (PDX) und Seattle (SEA). Frontier Boeing 737-200 flogen über Sacramento (SMF) nach Denver (DEN). United Airlines flog ab 1983 mehrere Jahre lang nonstop und direkt nach San Francisco (SFO). Pacific Express BAC One-Elevens flog nonstop nach San Francisco (SFO) und weiter nach Los Angeles (LAX) und auch nach Portland (PDX). Darüber hinaus flog der von Wings West im Auftrag von American Airlines betriebene American Eagle-Dienst unter Verwendung von Fairchild Swearingen Metroliner (Metro III) Zubringer-Turboprops nonstop nach San Jose (SJC), San Francisco (SFO) und Eureka/Arcata (ACV) und Klamath Falls (LMT) bis Ende 1993.
Laut dem Official Airline Guide (OAG) bedienten 1995 drei Fluggesellschaften den Flughafen, darunter die hundertprozentige Tochtergesellschaft von Alaska Airlines, Horizon Air, mit de Havilland Canada DHC-8 Dash 8 und Dornier 328 Turboprop-Service nonstop von Eureka/Arcata (ACV) und Portland (PDX) sowie direkt von Seattle (SEA), Reno Air Express, betrieben von Mid Pacific Air im Auftrag von Reno Air mit British Aerospace BAe Jetstream 31 Turboprop-Service nonstop von Chico (CIC), Medford (MFR), Reno (RNO), Sacramento (SMF) und San Jose (SJC) und United Express, betrieben von WestAir Airlines im Auftrag von United Airlines mit Embraer EMB-120 Brasilia Turboprop-Service nonstop von San Francisco (SFO). Bis 1996 betrieb der Sierra Expressway einen Nonstop-BAe Jetstream 31-Turboprop-Dienst nach Oakland (OAK).

## Flugbetrieb
Im Jahre 2021 wurden 58.295 Passagiere befördert.
Im Jahre 2022 haben 60.902 Flugbewegungen stattgefunden, davon 21.052 lokale Bewegungen, 17.258 Zwischenlandungen, 19.859 Air-Taxi-Flüge, 853 militärische Flüge und 1880 Frachtflüge. 175 einmotorige und 15 zweimotorige Flugzeuge, 31 Jetflugzeuge und 19 Helikopter waren 2022 hier stationiert.
Die wichtigste Fluggesellschaft für den Flughafen ist heute United Airlines.